# Andrzej Gajec
Andrzej Gajec (ur. 20 września 1939 w Waśniowie, zm. 29 listopada 1997) – polski samorządowiec, inżynier, w latach 1994–1997 prezydent Stalowej Woli.

## Życiorys
Ukończył studia na Politechnice Rzeszowskiej. Był konstruktorem w Hucie Stalowa Wola, następnie pracownikiem Wytwórni Sprzętu Komunikacyjnego w Gorzycach. W wyborach w 1994 jako kandydat Społecznego Forum Samorządowego Mieszkańców uzyskał mandat radnego. Został następnie powołany na urząd prezydenta miasta, który sprawował do czasu swojej śmierci trzy lata później. Został pochowany na cmentarzu komunalnym w Stalowej Woli (III/C/3).